# Großsteingrab Hoikendorf
Das Großsteingrab Hoikendorf war eine megalithische Grabanlage der jungsteinzeitlichen Trichterbecherkultur bei Hoikendorf, einem Ortsteil von Grevesmühlen im Landkreis Nordwestmecklenburg (Mecklenburg-Vorpommern). Es wurde vor 1845 zerstört. Der genaue Standort ist nicht überliefert. Auch über Ausrichtung und Maße liegen keine Angaben vor. Es besaß ein großes Hünenbett mit einer steinernen Umfassung an den Langseiten. Innerhalb der Hügelschüttung befand sich eine Grabkammer, die aus einer unbekannten Zahl von Wandsteinen und einem einzelnen großen Deckstein bestand. Ewald Schuldt deutete dies als Beschreibung eines Urdolmens. Bei der Zerstörung der Anlage wurden mehrere Feuerstein-Beile entdeckt. Eines wurde dem Verein für mecklenburgische Geschichte und Altertumskunde übereignet; der Verbleib aller Beile ist unklar.